# Засульський Микола Васильович
Засульський Микола Васильович (нар. 26 серпня 1953, м. Київ) — український економіст, президент Київської торгово-промислової палати,  Заслужений економіст України.

## Біографія
Розпочав свою трудову діяльність в 1972 році на Київському заводі «Маяк».
У 1977 році закінчив Київський торгово-економічний інститут.
З 1977 по 1979 рік проходив військову службу в військах МВС.
З 1979 по 1981 рік працював в системі Міністерства торгівлі УРСР.
У 1988 році навчався у Вищій комерційній школі Академії народного господарства СРСР.
З 1981 перейшов на роботу у Торгово-промислову палату України, де працював до 1995 року на посадах начальника ряду відділів та директора Київського відділення Палати і фірми «Київзовнішсервіс».
Після створення у 1995 році Київської торгово-промислової палати був обраний її першим президентом.
На конференціях у 2000, 2005, 2010, 2015 та 2020 роках рішенням членів Київської торгово-промислової палати переобирається на пост президента.
Пройшов навчання в Інституті управління Франції (1993), в Італії (1994), в East Invest Academy Бельгії (2013). Стажувався у торгово-промислових палатах Великої Британії та Бельгії в рамках програми TACIS (1994) та Великої Британії за програмою Британського Урядового Фонду (1998).
Володіє українською, російською, англійською мовами.

## Сім'я
Дружина, доросла донька, онук.

## Нагороди та звання
- Почесна відзнака ТПП України «Золотий знак Меркурія»[2]
- Орден «За заслуги» III ступеня[4]
- Почесна Грамота Верховної Ради України[2]
- Почесна відзнака Київського міського голови «Знак пошани».[2]
- Почесне звання «Заслужений економіст України»[5]

## Громадська діяльність
Микола Засульський обраний головою Новгород-Сіверського відділення Чернігівського земляцтва в м. Київ і протягом багатьох років надає адресну благодійну допомогу мешканцям Новгород-Сіверської землі.